# 막 미로
막 미로(membranous labyrinth, 막성 미로)는 평형 감각과 청각 감각을 위한 수용체를 포함하는 액체로 채워진 관과 방의 모음이다. 그것은 속귀의 뼈 미로에 자리 잡고 있으며 동일한 일반적인 형태를 가지고 있다. 그러나 그것은 상당히 작고 뼈 벽과 일정량의 유체인 바깥림프(perilymph, 외임파)에 의해 부분적으로 분리되어 있다.

## 같이 보기
- 미로염
- 뼈 미로